# Pierpaolo Barbieri
Pierpaolo Barbieri (Buenos Aires, 17 de mayo de 1987) es un ejecutivo ensayista, director ejecutivo de la consultora Greenmantle, fundador de la aplicación de finanzas personales Ualá También es autor del libro La Sombra de Hitler.

## Carrera
Pierpaolo Barbieri , Entre 2011 y 2013 fue investigador de la Escuela de Gobierno John F. Kennedy de Harvard y  En 2015 publicó La Sombra de Hitler.
Actualmente es director ejecutivo de Greenmantle, una consultora radicada en Nueva York y socio del fondo de inversión Brevan Howard Argentina.

### Causa por evasión impositiva
En 2023 agentes de la AFIP descubrirían que las empresas de Barbieri como Ualá nunca declaró ganancias, pese a los millones de ganancias y su expansión la empresa aducía acumular balances negativos desde su creación para no pagar impuestos y tasas. Pierpaolo Barbieri al mismo tiempo que declara pérdidas y evita pagar ganancias, Ualá se compró el banco digital Wilobank.Ha  escrito artículos en los diarios argentinos Perfil, Clarín y La Nación.